# Лавров, Иван Иванович (оперный певец)
Иван Иванович Лавров (1827—1902) — российский артист оперы (тенор) и драматический актёр.

## Биография
Иван Лавров родился в 1827 году в городе Темников Тамбовской губернии.
Будучи ещё подростком, в 1835 году, покинул родной Темников в поисках заработка. Работал на фабрике и пел певчим в хоре. В 1844 году поступил в труппу Астраханского театра на роли с пением в водевилях и опереттах. Служил на сценах театров в Тамбове, Таганроге, Воронеже, Рязани, Ростове-на-Дону и в других городах. Среди его партнёров по сцене были Н. Х. Рыбаков, К. Н. Полтавцев, В. И. Живокини, А. Р. Анненская, К. Н. Божановский, М. П. Владиславлев, С. С. Гулак-Артёмовский, С. В. Демидов, А. Д. Дмитриев, Е. Климовский, Д. Куров, И. И. Онноре, Д. А. Орлов, П. А. Радонежский, Е. А. Семёнова, Л. А. Турчанинова, Л. Б. Финокки. Известен стал после исполнения партий теноров в опере Верстовского «Аскольдова могила». В театрах выступал главным образом в водевилях и мелодрамах, но также исполнял роли и драматического репертуара.
В 1845 году дебютировал как оперный певец на сцене Тамбовского театра
В 1853 году дебютировал на сцене Московского Малого театра в роли Торопки и был принят в труппу Императорского театра. Тогда Большой и Малый театры выступали объединённой труппой, к тому же в 1853 году здание Большого горело, на восстановление его ушло три года. В 1856 году были возобновлены спектакли на сцене Большого театра, и Лавров стал ведущим певцом этого театра.
В 1875 году вышел на пенсию, ещё один сезон пел в Киевской опере, после чего занялся написанием мемуаров. В 1889 году мемуары были изданы:
- Сцена и жизнь в провинции и в столице. 1830—1876. Сост. по воспоминаниям и запискам артиста имп. моск. театров И. И. Лаврова. [С письмом С. А. Юрьева и предисл. П. Е. Астафьева]. — М.: кн. маг. В. В. Думнова, 1889. — IV, 235 с.[1].

Иван Иванович Лавров умер 11 (24) августа 1902 года в Москве, похоронен на Ваганьковском кладбище.

## Творчество

### Оперные партии
- «Аскольдова могила» А. Н. Верстовского — Торопка[1]
- «Громобой» А. Н. Верстовского — Четко, Козырёк (1-й исполнитель)[3]
- 1858 — «Сон наяву, или Чурова долина» А. Н. Верстовского — Витязь Весна[3]
- 1860 — «Гонзаго, или Маскарад»/«Густав III, или Бал-маскарад» Д. Обера — Бартотти[3]
- 1861 — «Наташа, или Волжские разбойники» К. П. Вильбуа — Есаул (1-й исполнитель)[3]
- 1868 — «Рогнеда» А. Н. Серова — Княжий дурак[3]
- 1869 — «Воевода» П. И. Чайковского — Шут (1-й исполнитель)[3]
- «Лючия ди Ламмермур» Г. Доницетти — Лорд Артур Бёклоу[3]

### Роли в театре
- «Ревизор» Н. В. Гоголя — почтмейстер, Земляника[1]
- «Гамлет» Шекспира — Гамлет, Клавдий